# João Alves (obispo)
João Alves (Torres Novas, 13 de diciembre de 1925 − Coímbra, 28 de junio de 2013) fue un obispo católico portugués.
Alves fue ordenado sacerdote en 1951, y ordenado obispo en 1975. En 1976, fue nombrado obispo de la Diócesis de Coímbra, puesto del que se retiró en 2001.
Alves murió el 28 de junio de 2013 a la edad de 87 años en Coímbra.